# Avtar Singh Cheema
 (février 2025).
Si vous disposez d'ouvrages ou d'articles de référence ou si vous connaissez des sites web de qualité traitant du thème abordé ici, merci de compléter l'article en donnant les références utiles à sa vérifiabilité et en les liant à la section « Notes et références ».
 (juillet 2024).

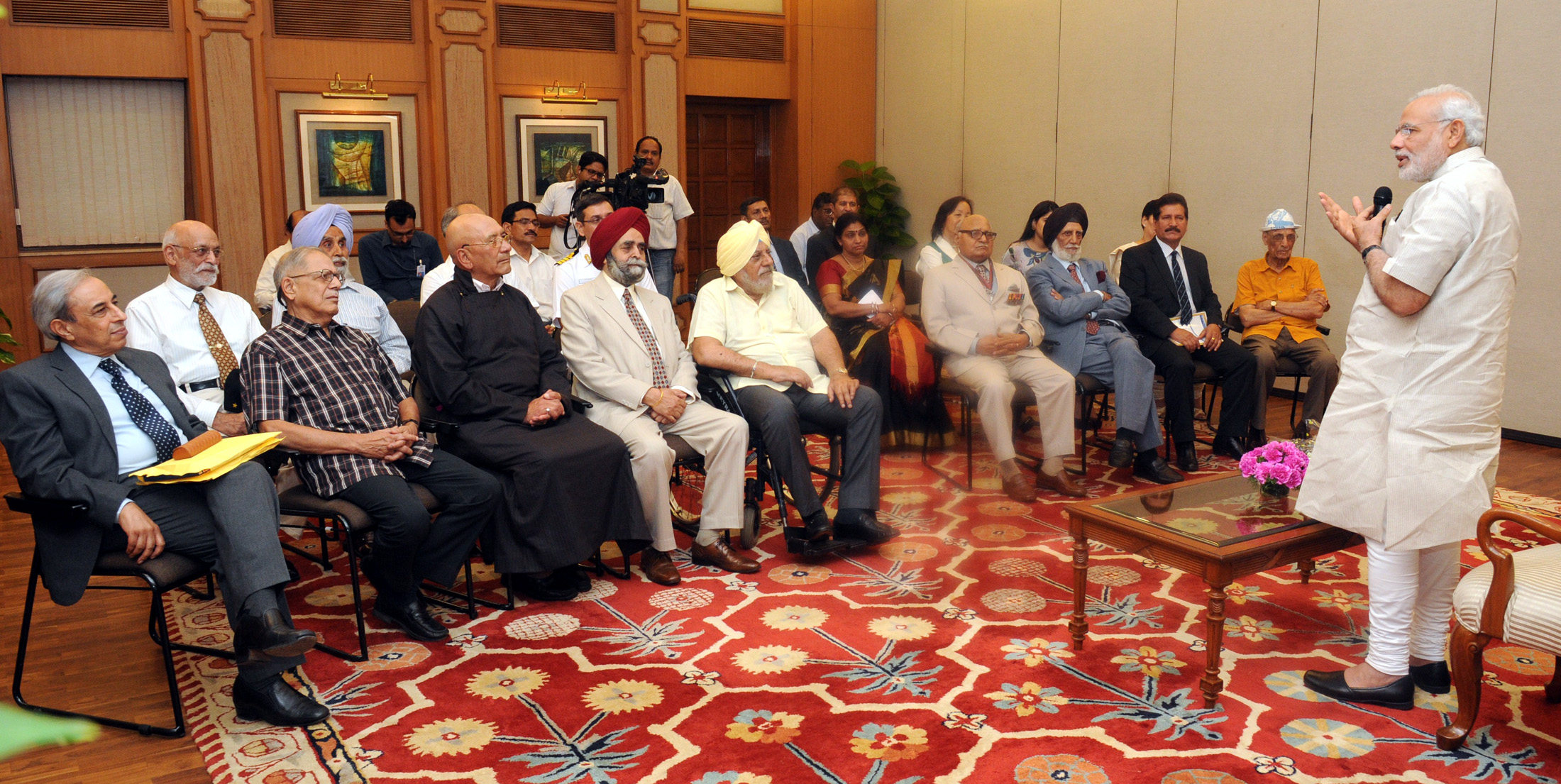
Le Premier ministre, Shri Narendra Modi, rencontre les membres de l'expédition indienne à l'Everest de 1965 à l'occasion du jubilé d'or de cet événement, le 20 mai 2015

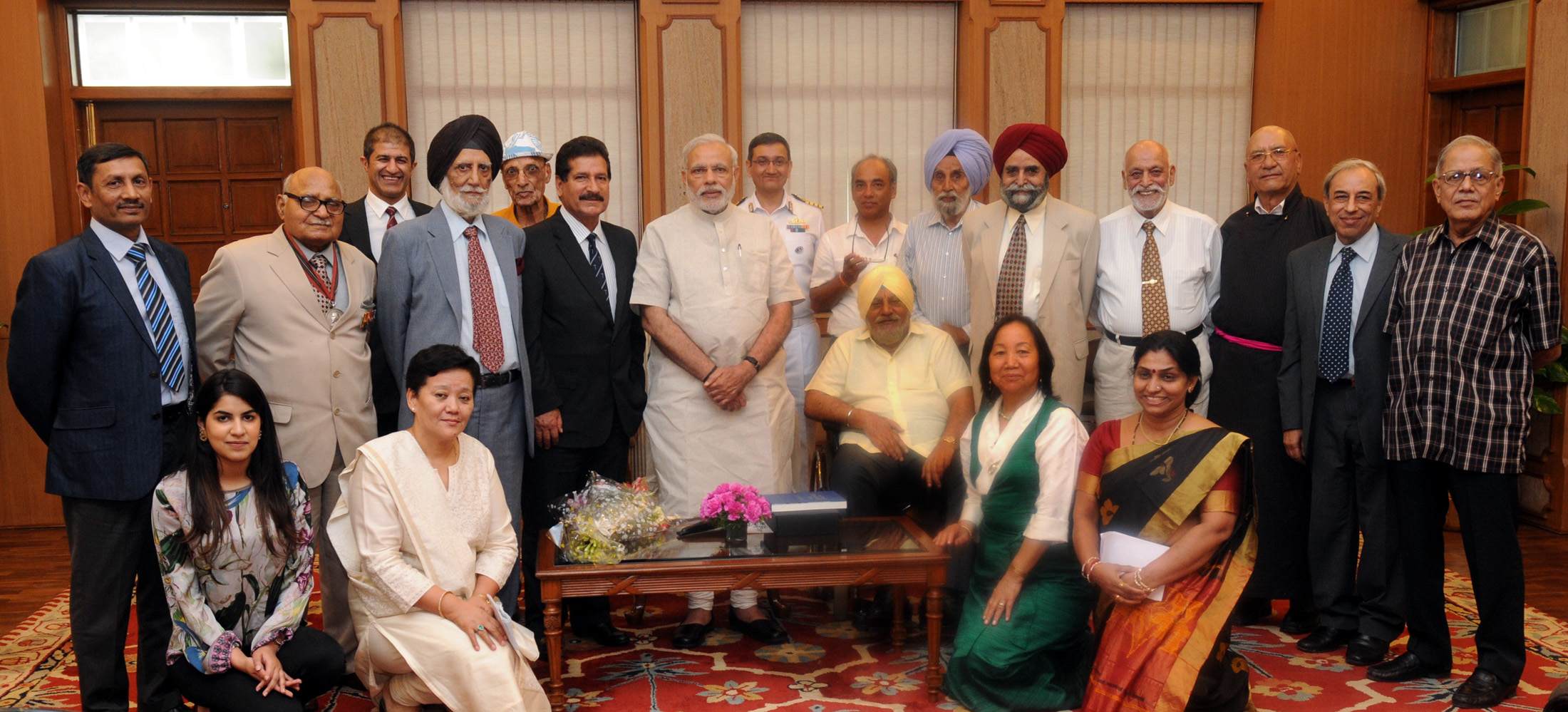
Le Premier ministre, Shri Narendra Modi, et les membres de l'expédition indienne à l'Everest

Avtar Singh Cheema (1933-1989) fut le premier Indien et la 16e personne au monde à gravir le mont Everest. Avec 8 autres personnes, il faisait partie de la troisième mission entreprise par l'armée indienne en 1965 pour escalader le mont Everest après deux tentatives infructueuses. L'Expédition Indienne à l'Everest de 1965 a permis à 9 alpinistes d'atteindre le sommet le 20 mai, un record qui a duré 17 ans, sous la direction du capitaine M S Kohli. Les compagnons de Cheema qui ont atteint le sommet étaient Nawang Gombu, Sonam Gyatso, Sonam Wangyal, Chandra Prakash Vohra, Ang Kami, H. P. S. Ahluwalia, Harish Chandra Singh Rawat et Phu Dorjee. À cette époque, il était capitaine dans le 7e bataillon du régiment de parachutistes. Plus tard, il a été promu colonel et a commandé son bataillon. Il est également le fondateur de l'école publique Guru Harkrishan dans le district de Sri Ganganagar, au Rajasthan.

## Honneurs et récompenses
Il a été récompensé par le prix Arjuna et le Padma Shri pour ses réalisations.